# Plesiosaurus
Plesiosaurus is een geslacht van uitgestorven zeereptielen. Het was een der oudste leden van de groep der Plesiosauria en het eerste dat benoemd werd. Het geslacht leefde in het vroeg-Jura in Europa. Plesiosaurus was een van de vroegst ontdekte zeereptielen uit het Mesozoïcum, samen met onder andere Ichthyosaurus en Mosasaurus.
Het geslacht werd in 1821 benoemd door William Daniel Conybeare, op basis van fragmentarische fossielen uit verschillende vindplaatsen in Engeland. In 1823 werd bij Lyme Regis een compleet skelet ontdekt door Mary Anning.
Er zijn ruim honderdvijftig soorten in dit geslacht benoemd. Veel daarvan zijn later ondergebracht in andere geslachten. De meeste andere zijn gebaseerd op slecht materiaal. Alleen de in 1824 benoemde typesoort Plesiosaurus dolichodeirus wordt tegenwoordig als geldig beschouwd. Vaak wordt iedere plesiosauriër een "plesiosaurus" genoemd, maar dat is niet wetenschappelijk correct. Ook is het een misvatting dat het om een dinosauriër zou gaan; daar was hij zelfs niet nauw aan verwant.
Plesiosaurus werd ruim drie meter lang. Vergeleken met zijn verwanten had hij een matig lange nek, een kleine kop met lange tanden en lange vinnen. Zoals alle plesiosauriërs "vloog" hij door het water door die vinnen op en neer te slaan, ademde via longen en was warmbloedig en levendbarend. Hij at kleine zeedieren.

## Ontdekkingsgeschiedenis
Resten van Plesiosaurus werden vermoedelijk al in de zeventiende en achttiende eeuw gevonden, maar niet als zodanig onderkend. Men werd zich slechts heel langzaam bewust van de mogelijkheid dat er wel eens uitgestorven grote reptielen zouden hebben kunnen bestaan. Hun vreemde bouw vermoedde men al helemaal niet. In het begin van de negentiende eeuw kwam daar snel verandering in door de opkomst van de natuurwetenschappen. Aan de zuidkust van Engeland, waar de getijwerking steeds nieuwe fossielen het licht bracht aan de kalkkliffen, werden verschillende fossielen van Plesiosaurus geborgen. 

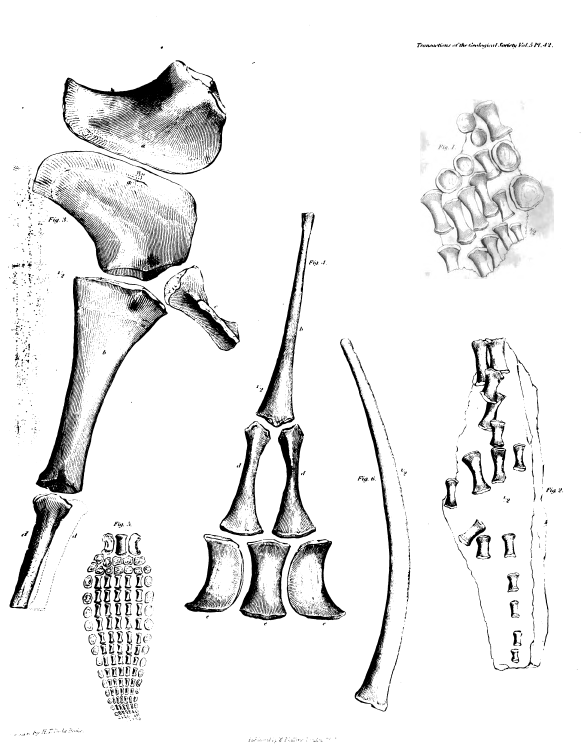
De foute reconstructie uit 1821

Het belangrijkste was een exemplaar bestaande uit een flipper en een wervelkolom, met het huidige specimennummer OUMNH J.50146, dat gekocht werd door de verzamelaar luitenant-kolonel Thomas James Birch. Hiervan zijn nog delen aanwezig in het Oxford University Museum of Natural History. Dat exemplaar werd vermeld in een verhandeling door de Britse geologen Henry Thomas de la Bèche en William Daniel Conybeare uit 1821 over fossiele vondsten uit het Jurassische Blue Lias. Daarin beschrijven ze onder andere wervel- en vinresten van een tot dan toe onbekende mariene vorm, die volgens de la Bèche en Conybeare in bouw meer overeenkomsten vertoonde met een reptiel of sauriër, een "saurus", dan de toen al uit dezelfde lagen bekende Ichthyosaurus. Daarom benoemden ze het als het nieuwe geslacht Plesiosaurus, afgeleid van het Oudgrieks πλήσιος, plèsios, "dichter bij", maar nog zonder een volle soortnaam te geven. 
Beide geologen begrepen nog weinig van de anatomie. De lange nek werd niet onderkend. In hun reconstructie draaiden ze het opperarmbeen ondersteboven en verbonden het met twee bekkenbeenderen die weer uitliepen in drie onderarmbeenderen die werden aangezien voor polsbeenderen. De snuit zagen ze als heel spits zoals bij een ichthyosauriër.

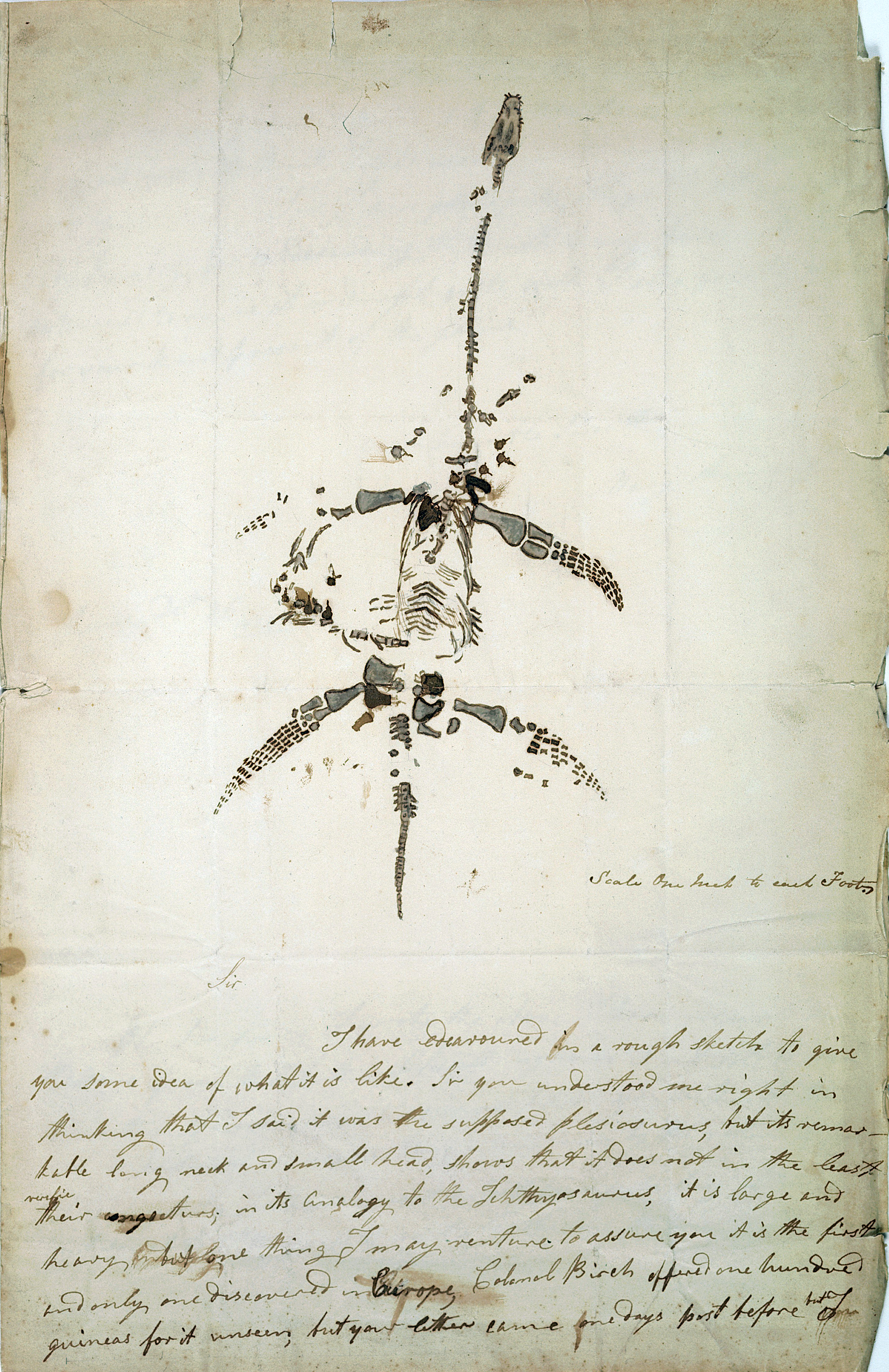
Brief met illustratie door Mary Anning

De formele benoeming van de typesoort Plesiosaurus dolichodeirus geschiedde pas in 1824 door Conybeare op basis van een skelet uit het Sinemurien, bij Lyme Regis in de Black Ven Marl Formation gevonden en in detail geïllustreerd door de Britse commerciële verzamelaarster Mary Anning op 10 december 1823. De soortaanduiding betekent "langnek" naar het Grieks dolichos, "lang", en deiros, "nek". Anning begreep als eerste hoe Plesiosaurus in elkaar stak. Ze was een zeer professionele onderzoekster die grote achting genoot van mannelijke natuurvorsers. De conventies van die tijd maakten het echter onmogelijk dat ze als lid van de lagere klasse (ze verrichtte immers lichamelijke arbeid voor haar geld) en vrouw lezingen kon houden of dat haar bijdrage vermeld werd in publicaties. Het skelet, een jongvolwassen exemplaar, werd uitgeleend door professor William Buckland die het zelf weer geleend had van Richard Temple-Nugent-Brydges-Chandos-Grenville, 1st Duke of Buckingham and Chandos die het gekocht had voor 150 guineas. Tegenwoordig heeft dit het inventarisnummer BMNH 22656; het werd door het British Museum in 1848 aangekocht. Het skelet werd te Londen gepresenteerd aan de Geological Society op 20 februari 1824, dezelfde avond waarop Megalosaurus aangekondigd werd, vaak gezien als de eerste benoemde dinosauriër. Het lukte niet het stuk de zaal in te krijgen en de lezing moest even verplaatst worden naar de hal. Een tweede exemplaar, specimen OXFUM J. 10304, werd door Buckland van Anning gekocht en aan de Universiteit van Oxford gedoneerd waar hij doceerde.
Aangezien het in 1821 door de la Bèche en Conybeare als Plesiosaurus beschreven materiaal uit verschillende vindplaatsen komt en onvoldoende is beschreven, werd het skelet van Anning niet alleen in 1824 gebruikt als type voor de soort P. dolichodeirus, maar ook door latere auteurs als genoholotype voor het geslacht Plesiosaurus als zodanig. Sinds 2000 kan dit trouwens niet anders omdat de nieuwe regels van het ICZN nu voorschrijven dat de typesoort bij uitsluiting het type is van het genus. Een door James Parkinson aan de hand van het materiaal van la Bèche en Conybeare in 1822 gepubliceerde naam Plesiosaurus recentior (ook wel vermeld als Plesiosaurus priscus) heeft geen prioriteit omdat het slechts een nomen dubium is: het materiaal is te slecht om te bepalen bij welke soort het eigenlijk hoort.

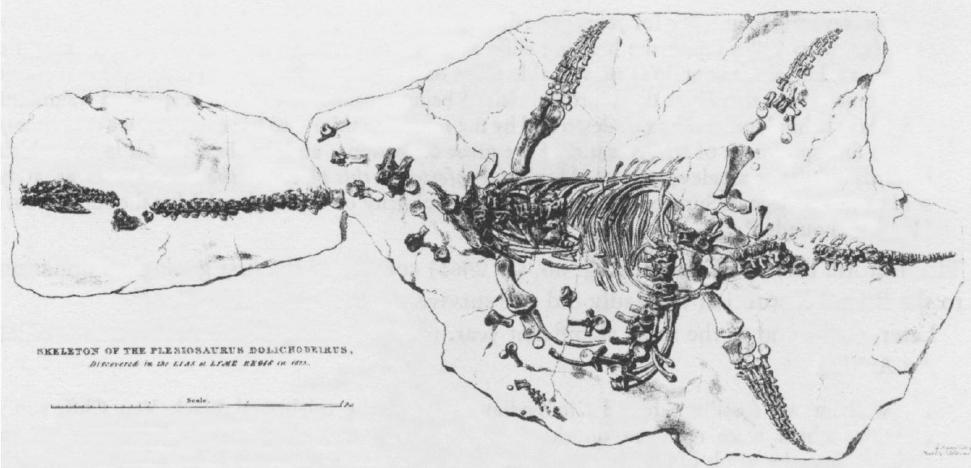
Het genoholotype

Conybeare beschreef op basis van het holotype voor het eerst de lange nek en vin van Plesiosaurus en maakte een eerste reconstructie van het skelet. De voortbeweging van Plesiosaurus interpreteerde Conybeare als vergelijkbaar met de huidige zeeschildpadden. Hij dacht dat de dieren vlak onder het wateroppervlak bleven en voedsel zochten door hun nek als een zwaan onder water te steken. De toen zeer gezaghebbende Franse anatoom Georges Cuvier wilde eerst niet geloven dat de vreemde bouw authentiek was, maar veranderde van mening nadat hij Louis-Constant Prévost in juni 1824 nog een skelet van Anning en ander materiaal had laten aankopen en benoemde meteen drie nieuwe soorten. Anning had dit skelet overigens niet zelf gevonden, maar voor drie pond verworven van een andere fossielenjager. In Franse bronnen werd dit lange tijd niet onderkend.
Conybeare benoemde in 1824 ook een tweede soort Plesiosaurus giganteus, "de reusachtige". In 1852 werd dit een Pliosaurus giganteus. Dit illustreert het verschijnsel dat lange tijd de meeste plesiosauriërs onder Plesiosaurus werden gerangschikt. Nog steeds wordt in Nederlandse teksten vaak het Engelse plesiosaur, de gebruikelijke verkorting van plesiosaurian, foutief als "plesiosaurus" vertaald in plaats van als "plesiosauriër", wat zeer verwarrend kan werken. 
Minstens 154 andere soorten Plesiosaurus werden gedurende de volgende 170 jaar benoemd. Sommige hiervan kwamen net als P. dolichodeirus uit Lyme Regis, maar de meeste uit alle delen van de wereld en strekten zich in de tijd uit over een periode van het Boven-Trias tot het einde van het Krijt. Van Lyme Regis beschreef de anatoom Richard Owen in 1840 de soort Plesiosaurus macromus op basis van resten van de ledematen en wervelkolom die ook door Anning werden gevonden. Gedurende de negentiende eeuw werden uit steengroeven bij Lyme Regis en Charmouth nog vrij veel fossielen van de typesoort gevonden. Begin twintigste eeuw sloten de groeven. Plesiosaurus dolichodeirus is niet eenduidig bekend van andere vindplaatsen.

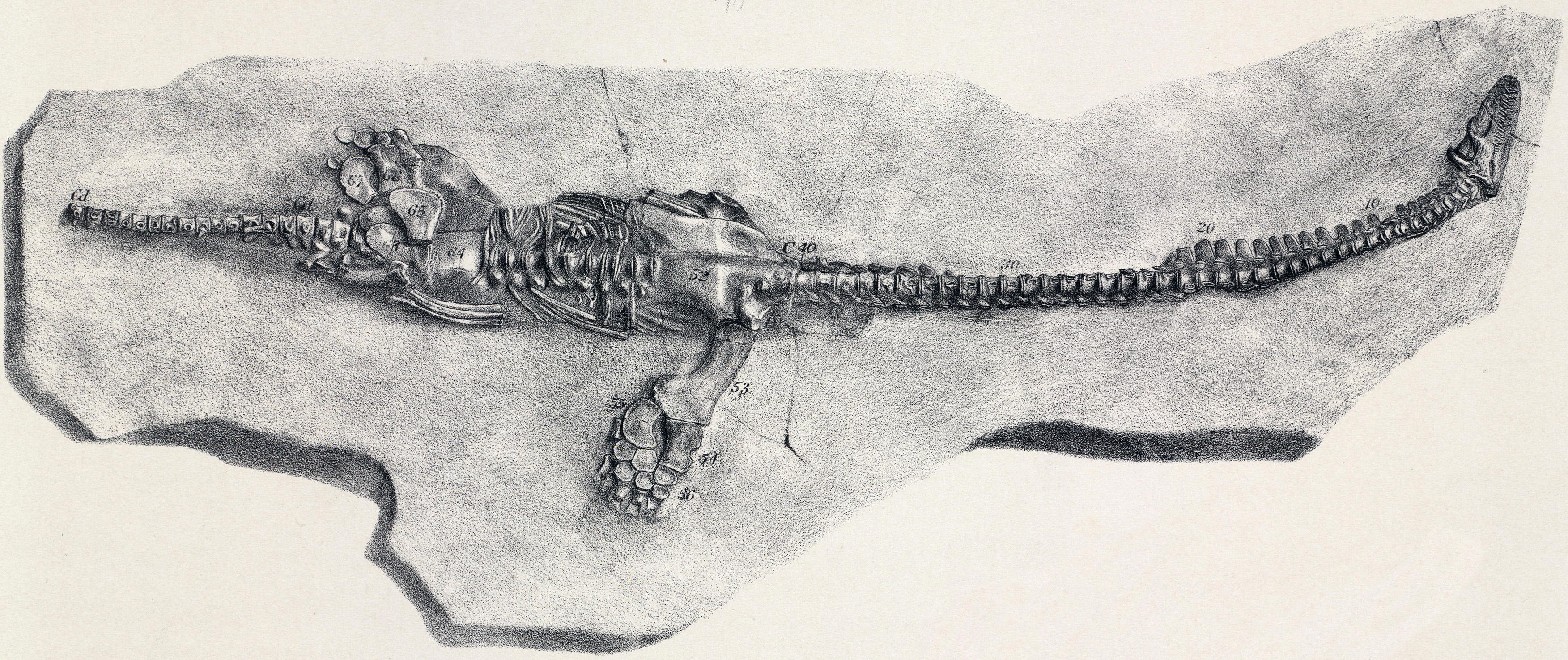
BMNH 39490, zoals afgebeeld door Joseph Dinkel in een lithografie in Owen (1863)

Verschillende specimina zijn aan de soort toegewezen: BMNH 28332, BMNH 33287, BMNH 39490, BMNH 39491, BMNH 41101, BMNH R.255 (een kaak uit de Edgerton collection gekocht in 1882), BMNH R.1313 (verzameld door Mary Anning in 1829), BMNH R.1314, BMNH R.1315, BMNH R.1316, BMNH R.1316b, BMNH R.1330, BMNH R.1756, BRSMG Ce17972 (een zeer klein juveniel exemplaar gevonden in 1990), JMM FC M 032, NMHN A.-C. 8592, NMING F:8758, OXFUM J.10304, OXFUM J.13809, OXFUM J.28586, OXFUM J.28587, TM 13286 (verworven door het Teylers Museum in 1873 via Henry Woodward) en YPM 1654.
De laatste moderne onderzoeker die een revisie gaf van de taxonomie van het geslacht, was paleontoloog Glenn William Storrs in 1997 en 2003. Storrs toonde aan dat Owens P. macromus vermoedelijk slechts een jonger synoniem is van P. dolichodeirus. Storrs beperkte het geslacht Plesiosaurus tot het type P. dolichodeirus alleen, terwijl de vele andere soorten niet aan het geslacht konden worden toegewezen: ze waren of eigen geslachten of nomina dubia. De enige uitzondering volgens Storrs was voorlopig Plesiosaurus guilelmiimperatoris uit het Toarcien van Baden-Württemberg. Ook deze is in 2007 geplaatst in zijn eigen geslacht Seeleyosaurus.

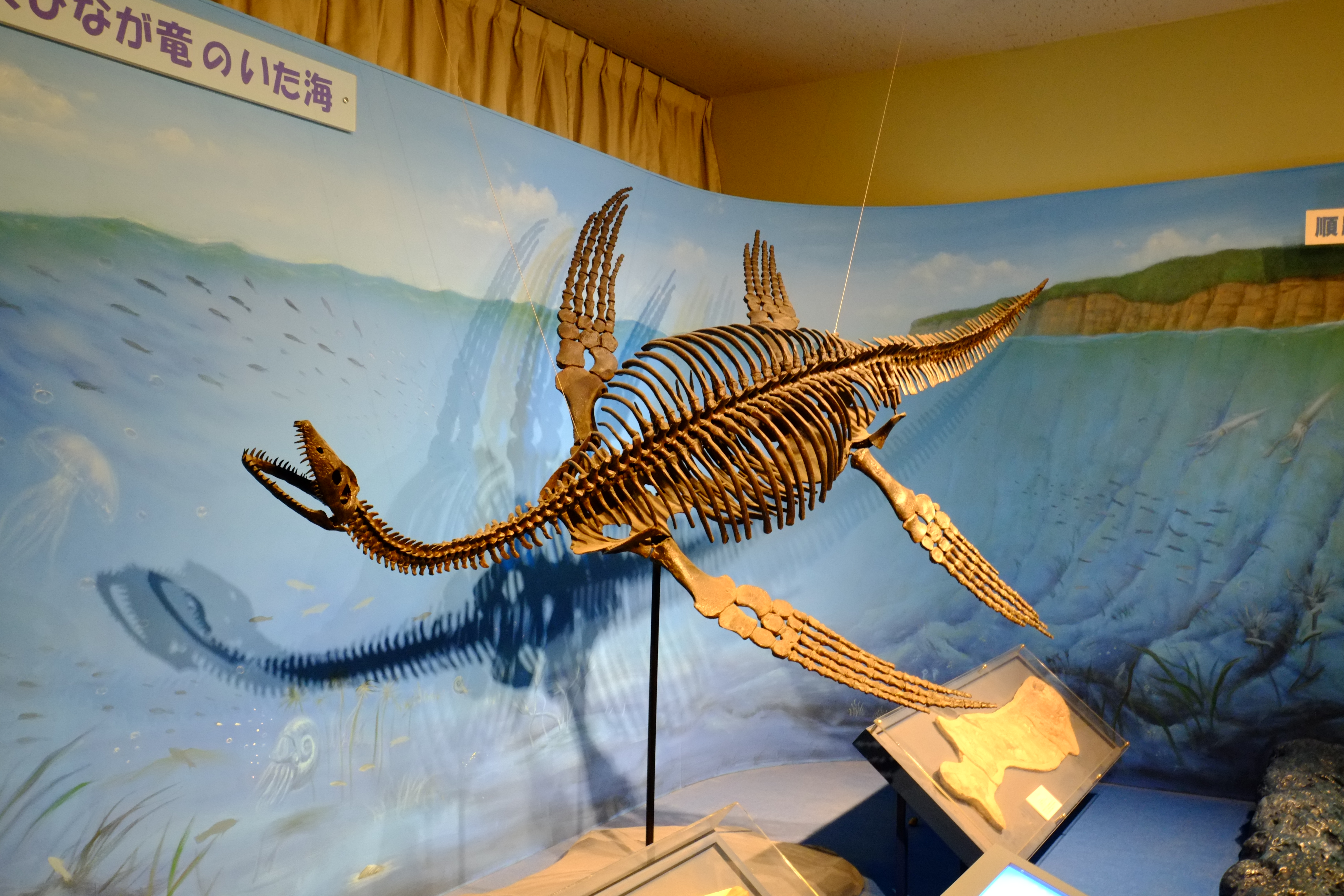
Skeletmodel in het Natuurhistorisch Museum van Tokai University, Japan
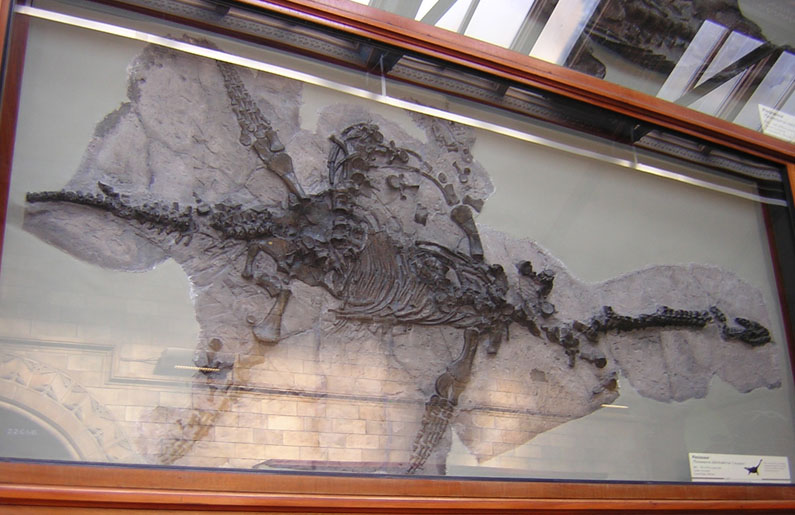
Het holotype in het Natural History Museum

## Soortenlijst
De complexe naamgevingsgeschiedenis kan worden samengevat in een soortenlijst, het werk volgend van Persson en George Olshevsky. Een nomen dubium is een soort die niet gebaseerd is op onderscheidend materiaal. Een nomen vanum is een overbodige vervangingsnaam. Een nomen oblitum is een naam die "vergeten" is door de wetenschappelijke traditie; in dit geval gaat het om namen verzonnen door de excentriekeling Thomas Hawkins die wetenschappers weigerden serieus te nemen. Een species inquirenda is een soort waarvan de status nog nader bepaald moet worden.
- Plesiosaurus Conybeare, 1821
- Plesiosaurus recentior Parkinson, 1822
- Plesiosaurus dolichodeirus Conybeare, 1824: typesoort van Plesiosaurus
- Plesiosaurus giganteus Conybeare, 1824: = Pliosaurus giganteus Wagner, 1852
- Plesiosaurus trigonus Cuvier, 1824: nomen dubium
- Plesiosaurus pentagonus Cuvier, 1824: nomen dubium
- Plesiosaurus carinatus Cuvier, 1824: nomen dubium
- Plesiosaurus carinatus Cuvier, 1829
- Plesiosaurus homei Gray, 1831
- Plesiosaurus jenensis Zenker, 1833: nomen dubium
- Plesiosaurus profundus Zenker, 1833: nomen dubium
- Plesiosaurus triotarsostinus Hawkins, 1834: mogelijk ouder synoniem Thalassiodracon, nomen oblitum
- Plesiosaurus etheridgii Hawkins, 1834: mogelijk ouder synoniem Thalassiodracon, nomen oblitum
- Plesiosaurus? pentatarsostinus Hawkins, 1834: mogelijk ouder synoniem Thalassiodracon, nomen oblitum
- Plesiosaurus hexatarsostinus Hawkins, 1834: mogelijk ouder synoniem Thalassiodracon, nomen oblitum
- Plesiosaurus macrocephalus Buckland, 1836: = Plesiosaurus macrocephalus Owen, 1840, genus nova
- Plesiosaurus carinatus Cuvier, 1839 non Phillips, 1871 non Cuvier, 1829: nomen dubium
- Plesiosaurus grandis Owen, 1839: = Pliosaurus grandis Owen, 1839
- Plesiosaurus pachyomus Owen, 1839: nomen dubium
- Plesiosaurus doedicomus Owen, 1839 : nomen dubium
- Plesiosaurus hawkinsii Owen, 1840: = Thalassiodracon hawkinsii (Owen, 1840) Storrs & Taylor, 1996
- Plesiosaurus bernardi Owen, 1840: nomen dubium
- Plesiosaurus brachycephalus Owen, 1840: genus nova
- Plesiosaurus arcuatus Owen, 1840: = Eurycleidus arcuatus (Owen, 1840) Andrews, 1922
- Plesiosaurus rugosus Owen, 1840: = Eretmosaurus rugosus (Owen, 1840) Seeley 1874
- Plesiosaurus costatus Owen, 1840: nomen dubium
- Plesiosaurus dibothrius Owen, 1840: nomen dubium
- Plesiosaurus subtrigonus Owen, 1840: nomen dubium
- Plesiosaurus macromus Owen, 1840: nomen dubium
- Plesiosaurus affinis Owen, 1840: nomen dubium
- Plesiosaurus trochantericus Owen, 1840: = Plesiosaurus (Pliosaurus) trochantericus (Owen, 1840) Owen, 1841, = Colymbosaurus trochantericus (Owen, 1840) Seeley, 1874
- Plesiosaurus brachydeirus Owen, 1841
- Plesiosaurus coelospondylus Conybeare, 1842
- Plesiosaurus megacephalus Stutchbury, 1846: = Atychodracon megacephalus (Stutchbury, 1846) Smith, 2015
- Plesiosaurus fahrenkohlii Fischer de Waldheim, 1846: nomen dubium
- Plesiosaurus macromerus Giebel, 1847
- Plesiosaurus chilensis Gervais in Gray, 1848: nomen dubium
- Plesiosaurus andium Gray, 1848: nomen dubium
- Plesiosaurus constrictus Owen, 1850: nomen dubium
- Plesiosaurus truncatus Owen, 1854: nomen dubium
- Plesiosaurus levis Owen, 1854: nomen dubium
- Plesiosaurus dibothrius Owen, 1854: nomen dubium
- Plesiosaurus latispinus Owen, 1854: nomen dubium
- Plesiosaurus depressicostatus Owen, 1854: nomen dubium
- Plesiosaurus leptopleuron Owen, 1854: nomen dubium
- Plesiosaurus subconcavus Owen, 1854: nomen dubium
- Plesiosaurus compressus Owen, 1854: nomen dubium
- Plesiosaurus subplanus Owen, 1854: nomen dubium
- Plesiosaurus pectopleuron Owen, 1854: nomen dubium
- Plesiosaurus brevis Owen, 1854: nomen dubium
- Plesiosaurus megapleuron Owen, 1854: nomen dubium
- Plesiosaurus subdepressus Owen, 1854: nomen dubium
- Plesiosaurus platydeirus Owen, 1854: nomen dubium
- Plesiosaurus zetlandicus Phillips, in Anonymus, 1854: = Rhomaleosaurus zetlandicus (Phillips, in Anonymus, 1854) Taylor, 1992
- Plesiosaurus gurgitis Pictet & Renevier, 1858: nomen dubium
- Plesiosaurus suevicus Quenstedt, 1858: nomen dubium
- Plesiosaurus posidoniae Quenstedt, 1858: nomen dubium
- Plesiosaurus neocamniensis Pictet & Campiche, 1860: nomen dubium
- Plesiosaurus plainspondylus Damon, 1860: nomen dubium
- Plesiosaurus platydeirus Owen, 1860: nomen dubium
- Plesiosaurus australis Owen, 1861: nomen dubium
- Plesiosaurus cramptoni Carte & Bailey, 1863: = Rhomaleosaurus cramptoni (Carte & Bailey, 1863) Seeley, 1874
- Plesiosaurus trigonalis Owen, 1864: nomen dubium
- Plesiosaurus planus (Owen, 1864) non Hulke, 1883: nomen dubium
- Plesiosaurus mammilatus Owen, 1864: nomen vanum
- Plesiosaurus rostratus Owen, 1865: = Archaeonectrus rostratus (Owen, 1865) Novozhilov, 1964
- Plesiosaurus homalospondylus Owen, 1865: = Microcleidus homalospondylus (Owen, 1865) Watson, 1911
- Plesiosaurus macropterus Seeley, 1865: = Microcleidus macropterus (Seeley, 1865) Kuhn, 1934, potentieel eigen geslacht
- Plesiosaurus cliduchus Seeley, 1865: nomen dubium
- Plesiosaurus eleutheraxon Seeley, 1865: nomen dubium
- Plesiosaurus sutherlandi McCoy, 1867: nomen dubium
- Plesiosaurus macrospondylus McCoy, 1867: nomen dubium
- Plesiosaurus laticeps Owen, in Davies, 1867: nomen manuscriptum, =  Plesiosaurus laticeps Owen, 1882, jonger synoniem Attenborosaurus conybearei (Sollas, 1881) Bakker, 1993
- Plesiosaurus ichthyospondylus Seeley, 1869: nomen dubium
- Plesiosaurus cycnodeirus Seeley, 1869: nomen dubium
- Plesiosaurus euryspondylus Seeley, 1869: nomen dubium
- Plesiosaurus microdeirus Seeley, 1869: nomen dubium
- Plesiosaurus megadeirus Seeley, 1869: = Colymbosaurus megadeirus (Seeley, 1869) Seeley, 1874
- Plesiosaurus ophiodeirus Seeley, 1869: nomen dubium
- Plesiosaurus poecilospondylus Seeley, 1869: nomen dubium
- Plesiosaurus platydeirus Seeley, 1869 non Owen, 1854
- Plesiosaurus oxfordiensis Seeley, 1869: nomen nudum: = Cryptoclidus eurymerus Seeley 1892
- Plesiosaurus sterrodeirus Seeley, 1869
- Plesiosaurus lockwoodii Cope, 1869: nomen vanum
- Plesiosaurus manselii Hulke, 1870, non Plesiosaurus
- Plesiosaurus brachistospondylus Hulke, 1870: nomen dubium
- Plesiosaurus crassicostatus Owen, 1870: nomen vanum
- Plesiosaurus hoodi Owen, 1870: nomen dubium
- Plesiosaurus oxoniensis Phillips, 1871: jonger synoniem Cryptoclidus eurymerus Seeley 1892
- Plesiosaurus erraticus Phillips, 1871: nomen dubium
- Plesiosaurus hexagonalis Phillips, 1871: nomen dubium
- Plesiosaurus infraplanus Phillips, 1871: nomen dubium
- Plesiosaurus validus Phillips, 1871: nomen dubium
- Plesiosaurus winspitensis Seeley, 1871: nomen dubium
- Plesiosaurus ellipsospondylus Phillips, 1871: nomen dubium
- Plesiosaurus plicatus Phillips, 1871: nomen dubium
- Plesiosaurus nitidus Phillips, 1871
- Plesiosaurus simplex Phillips, 1871: nomen dubium
- Plesiosaurus gulo Cope, 1872: nomen dubium
- Plesiosaurus holmesi Hector, 1874: nomen vanum
- Plesiosaurus traversii Hector, 1874: nomen vanum
- Plesiosaurus mackayi Hector, 1874: nomen dubium
- Plesiosaurus brevifemur Cope, 1875: nomen dubium
- Plesiosaurus propinquus Blake, 1876: = Rhomaleosaurus propinquus (Blake, 1876) Watson, 1910
- Plesiosaurus longirostris Blake, in Tate & Blake, 1876: = Hauffiosaurus longirostris (Blake, in Tate & Blake, 1876) Benson, Ketchum, Noe & Gomez-Perez, 2011, potentieel eigen geslacht
- Plesiosaurus indicus Lydekker, 1877: Simolestes indicus (Lydekker, 1877) Bardet, Maxin, Gariou, Enay & Krishna, 1991, potentieel apart geslacht
- Plesiosaurus morinicus Sauvage, 1879: nomen dubium
- Plesiosaurus phillipsi Sauvage, 1879: nomen dubium
- Plesiosaurus infraplanus Sauvage, 1879 non Philips, 1871
- Plesiosaurus leedsi (Seeley, 1874) Whidborne, 1881: jonger synoniem Muraenosaurus leedsi Seeley, 1874
- Plesiosaurus conybeari Sollas, 1881: = Attenborosaurus conybearei (Sollas, 1881) Bakker, 1993
- Plesiosaurus latispinus Van Beneden, 1882 non Owen, 1854
- Plesiosaurus dewalquei Van Beneden, 1882: nomen dubium
- Plesiosaurus smithi Owen, 1882: nomen dubium
- Plesiosaurus helmersenii Kiprijanoff, 1882: nomen dubium
- Plesiosaurus bitractensis Sauvage, 1883: species inquirenda
- Plesiosaurus costatus Sauvage, 1883: species inquirenda
- Plesiosaurus ichthyspondylus Schroder, 1885 non Seeley, 1869: nomen dubium
- Plesiosaurus balticus Schroder, 1885: nomen dubium
- Plesiosaurus degenhardti Koken, 1887: nomen dubium
- Plesiosaurus limnophilus Koken, 1887: nomen dubium
- Plesiosaurus brachyspondylus (Owen, 1841) Lydekker, 1889: = Pliosaurus brachyspondylus Owen 1841
- Plesiosaurus durobrivensis Seeley, 1892: jonger synoniem Cryptoclidus eurymerus Seeley 1892
- Plesiosaurus mudgei Cragin, 1894: nomen dubium
- Plesiosaurus bavaricus Dames, 1895: geldige soort,[14] non Plesiosaurus
- Plesiosaurus guilelmi imperatoris Dames, 1895: = Seeleyosaurus guilelmiimperatoris (Dames, 1895) Großmann, 2007[15]
- Plesiosaurus nothosauroides Dames, 1895: nomen dubium
- Plesiosaurus robustus Dames, 1895: nomen dubium
- Plesiosaurus gouldii Williston, 1897: nomen dubium
- Plesiosaurus shirleyensis Knight, 1900: nomen dubium
- Plesiosaurus priscus Huene, 1902: nomen dubium
- Plesiosaurus kanzleri Koken, 1905: nomen vanum
- Plesiosaurus houzeaui Dollo, 1909: nomen dubium
- Plesiosaurus (aut Thaumatosaurus)[16] victor Fraas, 1910: = Meyerasaurus victor (Fraas, 1910) Smith & Vincent, 2010
- Plesiosaurus mexicanus Wieland, 1910: een krokodilachtige
- Plesiosaurus capensis Andrews, 1911: nomen dubium
- Plesiosaurus brachypterygius Huene, 1923: = Hydrorion brachypterygius (Huene, 1923) Großmann, 2007
- Plesiosaurus neogaeus (Burmeister, 1861) Huene, 1927: = Teleosaurus neogaeus Burmeister, 1861, nomen dubium, materiaal van een krokodilachtige
- Plesiosaurus keuperinus Huene, 1929: nomen dubium
- Plesiosaurus baurthicus Kuhn, 1934: nomen dubium
- Plesiosaurus hesternus Welles, 1943: nomen dubium
- Plesiosaurus mauritanicus Arambourg & Signeux 1952: nomen dubium
- Plesiosaurus elasmosaurus Finzel 1964: nomen nudum
- Plesiosaurus changduensis Zhao, 1986: nomen dubium
- Plesiosaurus tournemirensis Sciau, Crochet & Mattei, 1990: = Occitanosaurus tournemirensis (Sciau, Crochet & Mattei, 1990) Bardet, Godefroit & Sciau, 1999

## Beschrijving

### Grootte

Plesiosaurus in grootte vergeleken met een mens

Plesiosaurus was een relatief klein geslacht plesiosauriërs dat volgens Storrs een lengte van ongeveer driehonderdvijftig centimeter bereikte. Gregory S. Paul schatte in 2022 de lengte van het holotype op 3,1 meter bij een gewicht van 135 kilogram. Specimen OXFUM J.10304 zou wijzen op een lengte van 3,4 meter bij een gewicht van 185 kilogram. Het juveniele exemplaar BRSMG Ce17972 zou naar schatting een kleine anderhalve meter lang zijn.

### Algemene bouw
Zoals met alle andere Plesiosauria, was het lichaam van Plesiosaurus aangepast aan het leven in de zee. Daartoe had het geslacht, net als veel andere zeereptielen en zeezoogdieren, de ledematen omgevormd in vinnen, waarbij de voorvinnen bij Plesiosaurus langer waren dan de achterste vinnen. Die vinnen waren veel groter dan bij zoogdieren want ze werden niet slechts gebruikt om te sturen maar leverden de belangrijkste voortstuwing. Gestuurd werd met de staart, wellicht op de bovenzijde voorzien van een vin. De staart leverde weinig stuwkracht en was kort. De romp was afgerond, afgeplat en druppelvormig in bovenaanzicht.
Alle plesiosauriërs hadden vrij lange nekken. Die konden echter enorm in lengte verschillen. Plesiosaurus behoorde tot een deelgroep, de Plesiosauroidea, met nogal lange nekken, een origineel, "basaal" kenmerk van vroege plesiosauriërs. De nek had een veertigtal halswervels maar was niet heel soepel. Hij eindigde in een relatief kleine platte schedel met een hoefijzervormig bovenprofiel. De kaken waren bezet met een verzameling puntige tanden die allemaal dezelfde kegelvorm hadden. Een prooi werd ermee gegrepen en heel ingeslikt.

### Onderscheidende kenmerken

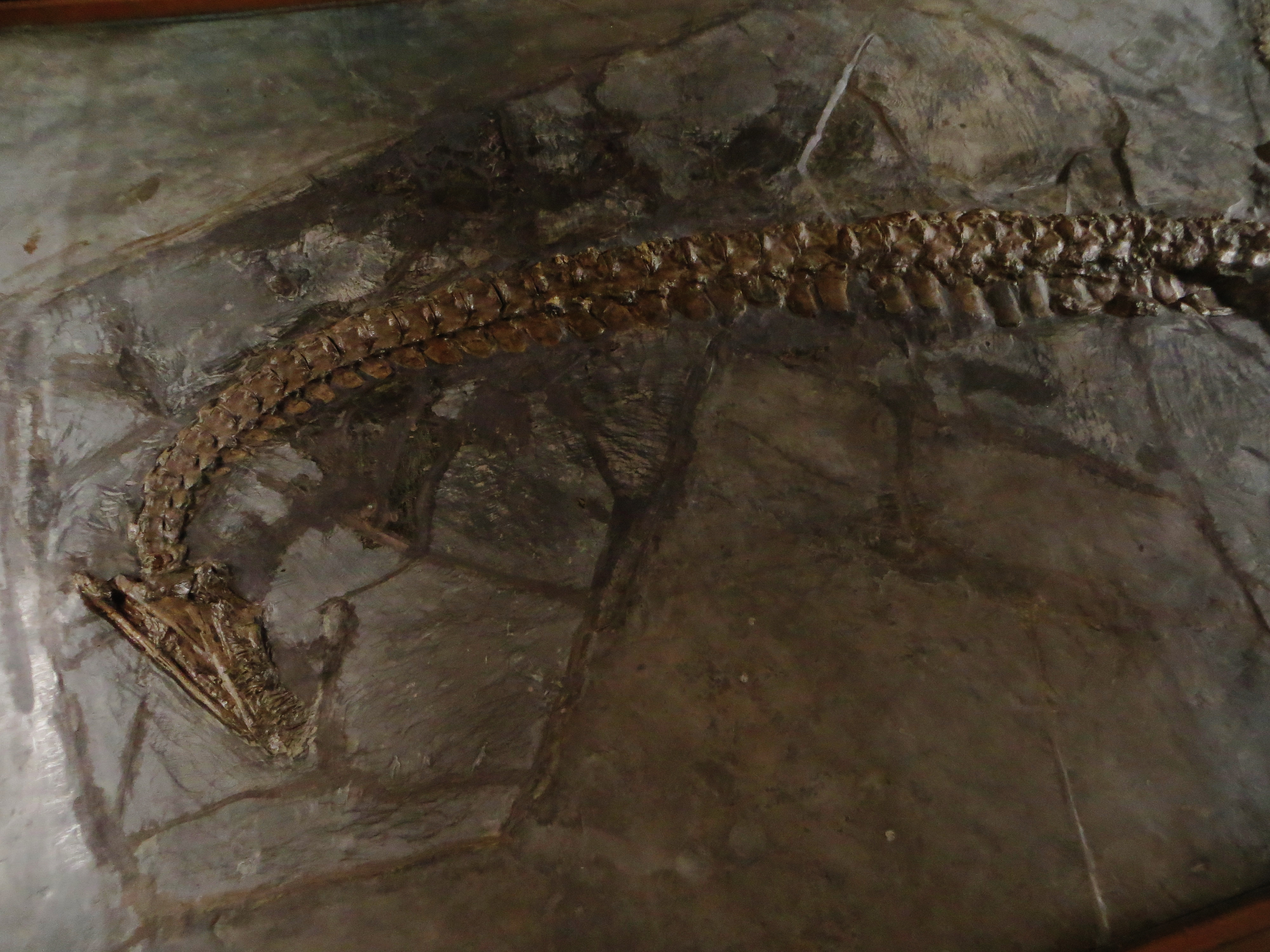
Het exemplaar in het Teylers Museum, Haarlem

Storrs gaf in 1997 verschillen aan met de nauwe verwant Seeleyosaurus. De schedel is robuuster. Het foramen pineale, een opening in het schedeldak, is veel groter. De voorrand van het opperarmbeen heeft een sterkere kromming met een ondiepe maar duidelijke groeve op het ondervlak bij de ruimte tussen de onderarmbeenderen.
Storrs gaf in 1997 ook een unieke combinatie van op zich niet unieke kenmerken. De schedel is relatief klein. De snuit is relatief kort. De slaap is relatief kort, ongeveer even lang als de snuit. De slaapvensters zijn min of meer rond. De balk onder het slaapvenster is smal maar de inham in de wangzone is zwak ontwikkeld. De snuit is breed maar aan het voorste uiteinde gepunt. Het foramen pineale is opvallend groot. De wandbeenderen zijn breed. De kam op het schedeldak is relatief smal en scherp. Het jukbeen is lang. De pterygoïden hebben geen beenplaat. Het ectopterygoïde draagt een kleine bult. Het basicranium is open, dus het basioccipitale wordt niet van onderen afgesloten door een middelste uitbreiding van de pterygoïden. De symfyse van de onderkaken is niet spatelvormig verbreed. De tanden zijn gelijkvormig zonder snijranden. De nek is langwerpig, anderhalf maal de romplengte, met bij benadering veertig halswervels. De koppen van de nekribben worden doorboord door een langwerpig foramen in de lengterichting van de rib liggend, resulterend in duidelijk gepaarde ribfacetten op het wervellichaam. Bij alle volwassen dieren hebben de gewrichtsfacetten van de wervellichamen licht tot opvallend sterk ruwe randen. De boog van de sleutelbeenderen heeft een opvallende U-vormige voorste inkeping. De schoudergordel wordt over de middenlijn verbonden door een stevige beenbalk over de lengterichting tussen eironde openingen. Het bovenste blad van het schouderblad is slank. De ravenbeksbeenderen hebben een matige breedte. Bij volwassen dieren is de beenplaat van het ravenbeksbeen scherp naar achteren en bezijden verbreed. Het opperarmbeen heeft een opvallend gekromde schacht en een duidelijke verbreding van het achterste distale uiteinde maar een zwak ontwikkelde voorste distale hoek. De voorste beenderen van de onderarm en het onderbeen zijn robuust en zuilvormig, afstaand om distaal verder dan de achterste beenderen te reiken. Die achterste beenderen zijn breed en halvemaanvormig. De ruimten tussen de voorste en achterste beenderen, de spatia interossea, zijn groot en ruitvormig. Het schaambeen is van voor naar achter iets langer dan het zitbeen. De vensters tussen de schaambeenderen en zitbeenderen zijn klein, eirond tot rond, met een niet versmolten lengtebalk in het bekken. Het darmbeen heeft een geringe wringing in de schacht. De ledematen zijn zeer langwerpig en smal. Bij volwassen dieren zijn de voorste ledematen iets langer dan de achterste. De derde vinger en teen telt negen kootjes. De vierde vinger en teen zijn het langst.

### Skelet

#### Schedel

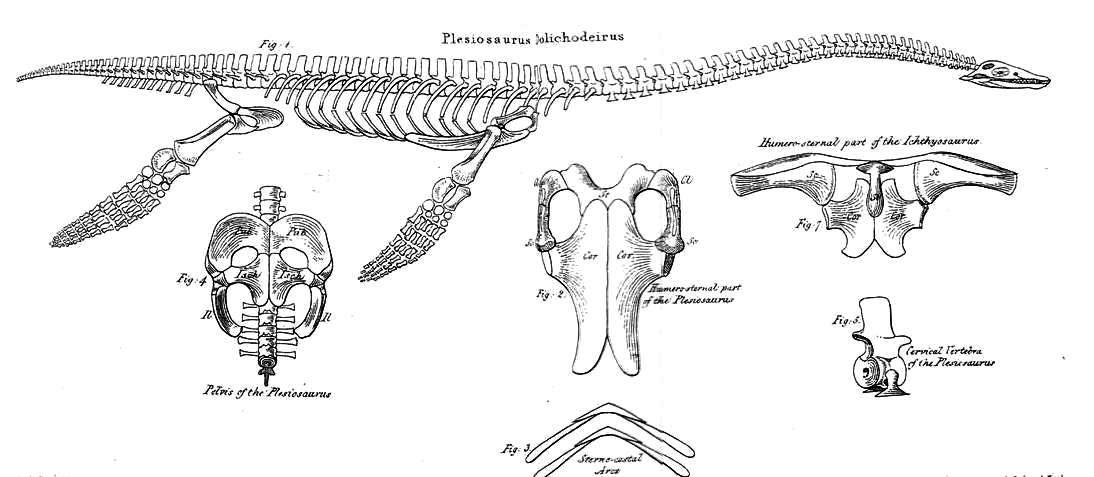
Het skelet afgebeeld in Conybeare (1824)

De schedel heeft het profiel van een vooraan stompe driehoek. In de schedel zijn de neusgaten klein. De snuit is niet ingesnoerd. Er is geen diasteem tussen praemaxillae en bovenkaaksbeenderen. De praemaxilla draagt vijf tanden die naar voren hellen. In het bovenkaaksbeen staan vijftien tot ruim twintig tanden. De voorhoofdsbeenderen zijn breed. Het schedeldak ligt hoog. De oogkassen bevinden zich in het midden van de schedel. De oogkas is rond, maar heeft een scherpe onderste achterhoek waar postorbitale en jukbeen elkaar raken. Het postorbitale loopt gekield uit tussen jukbeen en squamosum. Op dit punt is de schedel het breedst. Het slaapvenster lijkt iets langer dan breed. De bovenkant van het supraoccipitale helt naar voren. Sommige exemplaren bewaren dunne stapes van de oren, een zeldzaamheid bij plesiosauriërs. De exoccipitalia vormen krachtige pilaren.
In het dunne verhemelte is de voorste holte tussen de pterygoïden spleetvormig. De achterste holten zijn langwerpig. De achterste pterygoïde takken raken elkaar niet. De choanae liggen recht onder de neusgaten, niet ervoor, wat de hypothese tegenspreekt dat ze gebruikt werden om onder water te ruiken. Het ectopterygoïde raakt met een kleine bult op de achterrand het pterygoïde. Het verhemelte is maar zwak verbonden met het achterhoofd.

#### Onderkaken
De onderkaken hebben bolle zijden en eindigen vooraan in een gezamenlijke symfyse die een scherpe punt vormt. In de onderkaak is het coronoïde laag. Het retroarcticulair uitsteeksel heeft een stompe punt. Het dentarium draagt vierentwintig tanden. De symfyse draagt per zijde tweeënhalve tandkas. De achterste beenderen van de onderkaak zijn slecht bekend.

#### Gebit
In de kop staan bij elkaar een honderdtal tanden. Ze zijn langwerpig en kegelvormig. Ze worden vaak vergeleken met naalden. Ze zijn in de lengterichting gegroefd met dunne striae die tot aan het spits doorlopen. Snijranden ontbreken. Vooral de voorste tanden hellen extreem naar voren; sommige maken maar een hoek van 10° met het horizontale vlak. De tanden grijpen bij sluiting om en om in elkaar. De eerste tand van de praemaxilla ligt dan binnen de eerste tand van het dentarium.

#### Postcrania

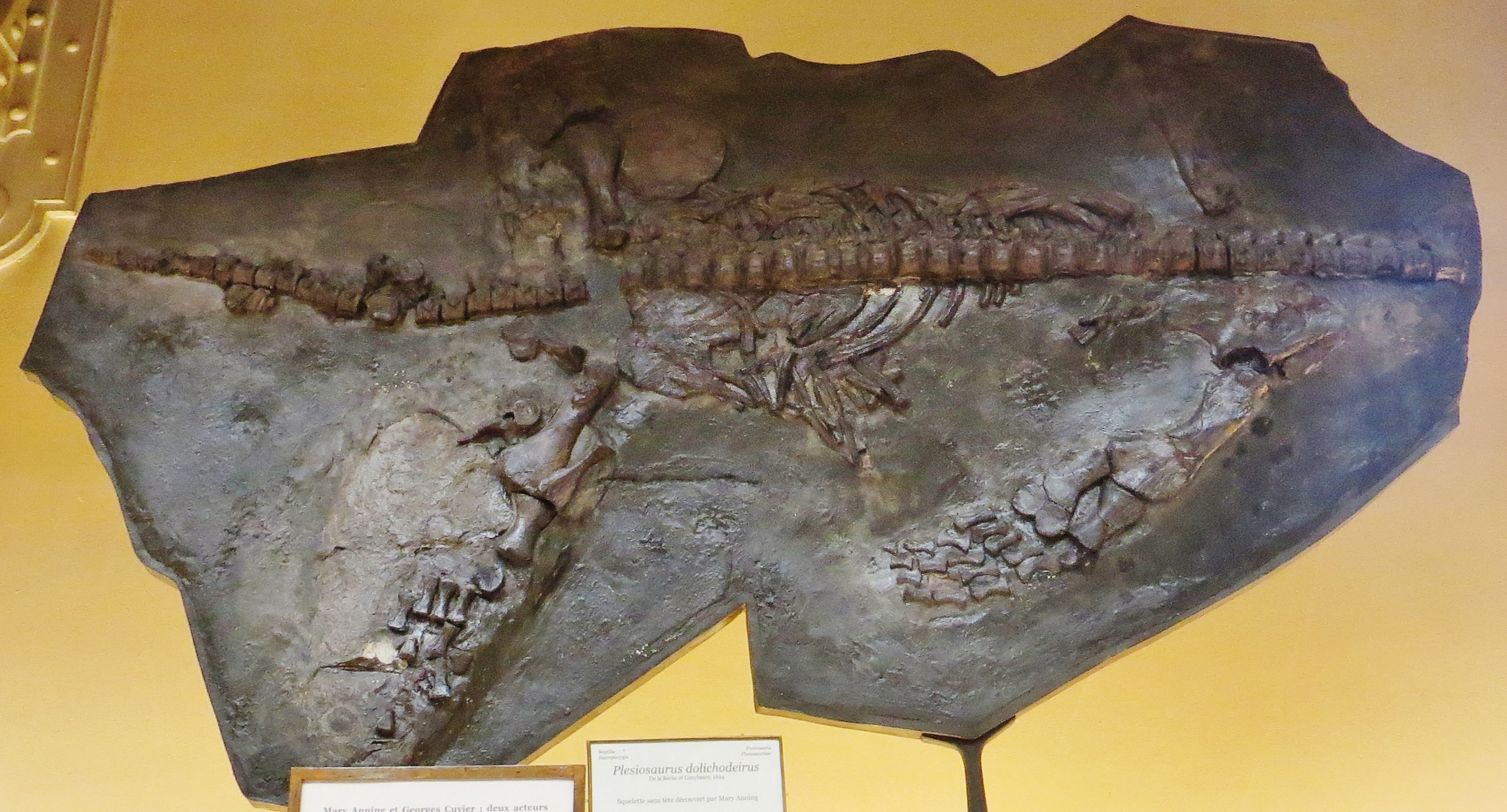
NMHN A.-C. 8592.
In juni 1824 doorverkocht door Mary Anning aan Georges Cuvier

De indeling van de wervelkolom lijkt variabel te zijn geweest. Het holotype heeft eenenveertig halswervels, OXFUM J.10304 tweeënveertig en BMNH R.1313 misschien maar achtendertig. Er zijn vier of vijf borstwervels, gedefinieerd als vertebrae die een overgang vormen doordat het zijuitsteeksel zowel het wervellichaam als de wervelboog raakt. Die worden gevolgd door eenentwintig ruggenwervels en drie sacrale wervels. Het aantal staartwervels bedraagt minstens achtentwintig.
Het doornuitsteeksel van de draaier, de tweede halswervel, helt naar voren. De halswervels zijn vrij langwerpig, langer dan hoog, zij het breder dan lang. Verruwingen van het voorste wervelfacet doen zich niet alleen in de nek, maar ook de rug voor. De doornuitsteeksels van de rug zijn hoog en rechthoekig met overdwars verdikte uiteinden. Er zijn negen paren buikribben, ieder met V-vormige centrale segmenten en drie paar buitenste segmenten. Die laatste eindigen afgeplat spatelvormig en iets naar achteren gebogen. Soms zijn hun binnenste uiteinden gevorkt.
De schoudergordel van plesiosauriërs werd maar langzaam begrepen. Plesiosaurus onderscheidt zich door een diepe U-vormige inham in de voorste rand van de sleutelbeenderen. Er liggen grote ovale vensters tussen de schouderbladen en de ravenbeksbeenderen. Die vensters zijn gescheiden door een brede centrale beenbalk. Bij oudere dieren groeien de ravenbeksbeenderen aan hun achterste buitenhoeken scherp uit.
De voorste vin is smal en uitzonderlijk lang. Plesiosauriërs uit het Krijt hebben vaak veel kortere voorvinnen. Een opvallend basaal kenmerk is de holle kromming van de voorrand van het opperarmbeen. Die kromming is sterker dan bij iedere andere plesiosauriër inclusief Seeleyosaurus. NMHN A.-C. 8592 heeft een afwijkende proximale uitstulping die typisch is voor Pliosauridae, wellicht een teken dat het specimen fout is toegewezen. Op de distale onderzijde van het opperarmbeen bevindt zich een centrale trog tussen de facetten voor de onderarmbeenderen. De ellepijp is zeer groot en halvemaanvormig; het spaakbeen steekt verder distaal uit en beiden worden gescheiden door een ruitvormig venster. Van de bovenste drie carpalia is alleen het achterste ulnare rond in plaats van rechthoekig; alle drie distale carpalia zijn rond. Soms is er een kleine extra carpale aanwezig. De formule van de vingerkootjes is 4-8-9-8-6.
In het bekken heeft het schaambeen een bolle voorrand die het geheel bijna halvemaanvormig maakt. Het darmbeen is plaatvormig en weinig gewrongen, een basaal kenmerk. Het uiteinde aan de sacrale kant is tamelijk breed; het contact met het heupgewricht is staafvormig.
De achtervin lijkt sterk op de voorvin, maar is duidelijk korter. De formule van de teenkootjes is 4-7-9-8-7.

## Levenswijze

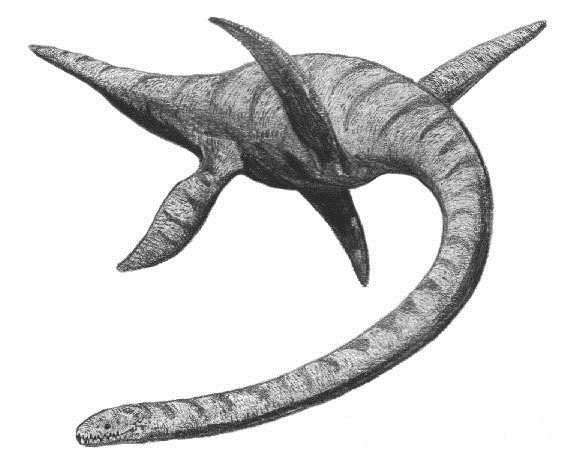
Plesiosaurus stuwde zich voort met zijn vinnen

Plesiosaurus, een roofdier, at waarschijnlijk vis, belemnieten, ammonieten en misschien kleine zeereptielen. Van de bodem kunnen schelpdieren waaronder zeeslakken zijn opgeschept. Hoewel de lange nek een gestroomlijnde indruk maakt, zou die in feite veel waterweerstand hebben opgewekt en de maximumsnelheid beperkt. Plesiosaurus was geen snelle achtervolgingsjager. Wel was het dier vermoedelijk warmbloedig. Specimen BRSMG Ce17972 bewaart gastrolieten. Gezien diens kleine omvang lijkt een rol als ballast onwaarschijnlijk; wellicht dienden ze voor het vermalen van voedsel.
Plesiosaurus deelde zijn leefgebied met Teleosauridae zoals Pelagosaurus, andere zeereptielen zoals Macroplata, Ichthyosaurus, Eurhinosaurus, Stenopterygius, Temnodontosaurus en vele soorten vissen en ongewervelden.

## Voortplanting
Er bestaat tegenwoordig consensus over hoe Plesiosaurus zich voortplantte. Onderzoekers gaan ervan uit dat het dier te groot en te zwaar was om uit het water te komen en eieren op land te leggen zoals zeeschildpadden. De vondst van een verwante fossiele plesiosauriër met een onvolgroeid jong in de buikholte wijst erop dat ook Plesiosaurus vermoedelijk levendbarend was en per zwangerschap één enkel jong ter wereld bracht.

## Paleo-ecologie
De lagen waarin Plesiosaurus dolichodeirus werd gevonden, werden afgezet in een ondiepe zee, niet bijzonder ver van de kust. Plesiosaurus deelde dit leefgebied met vele andere mariene reptielen, waaronder de pliosauriër Archaeonectrus en verschillende soorten ichthyosauriërs als Ichthyosaurus, Leptonectes en Temnodontosaurus. Naast andere typische zeedieren zoals mosselen en ammonieten, zijn er ook resten van landorganismen als insecten en verschillende planten. Fossielen van landreptielen zoals de pterosauriërs Dimorphodon en de dinosauriër Scelidosaurus zijn ook bekend uit de lagen van Lyme Regis.
Afgaande op de vondsten was Plesiosaurus de talrijkste plesiosauriër in zijn leefgebied.

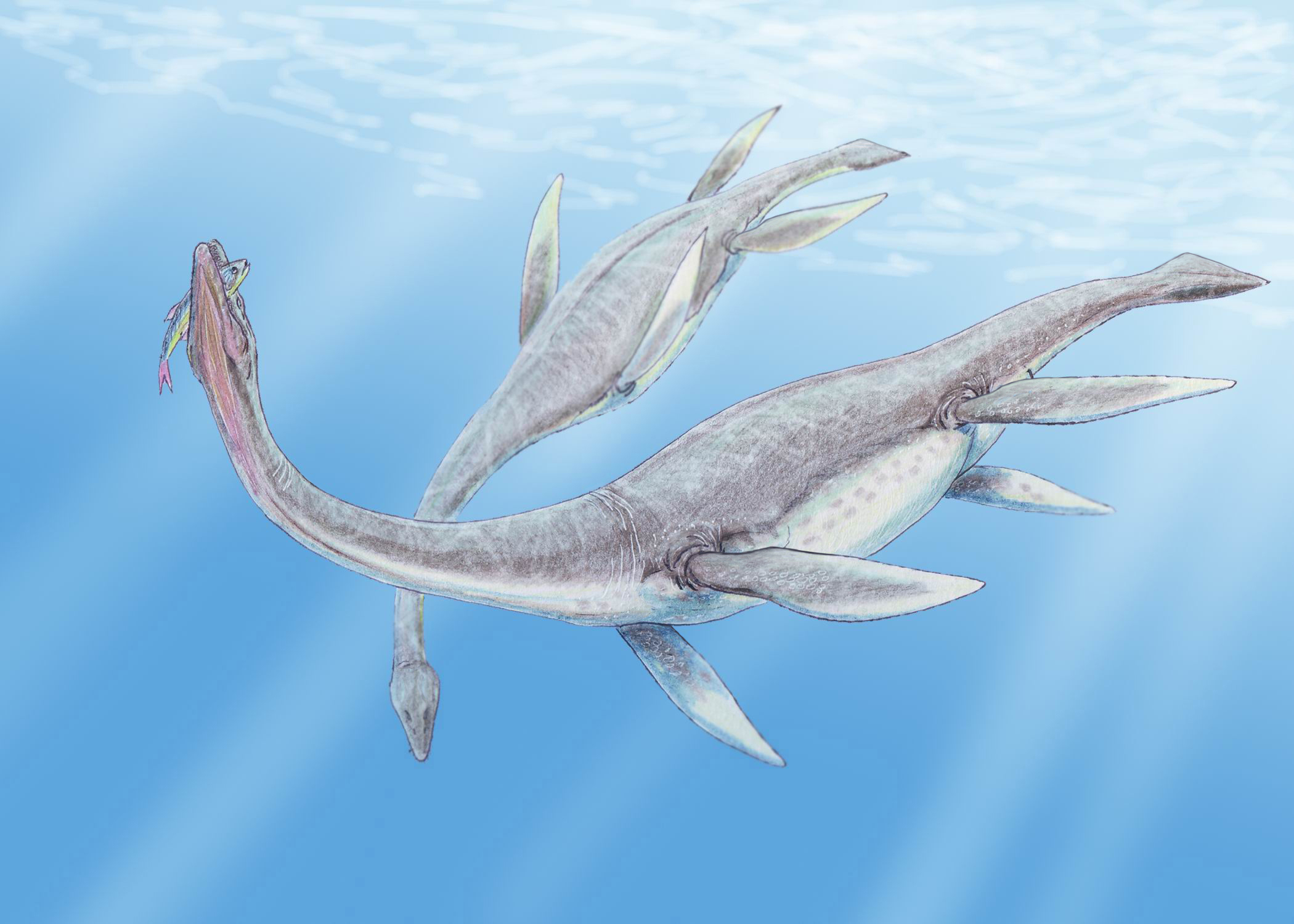
Plesiosaurus dolichodeirus
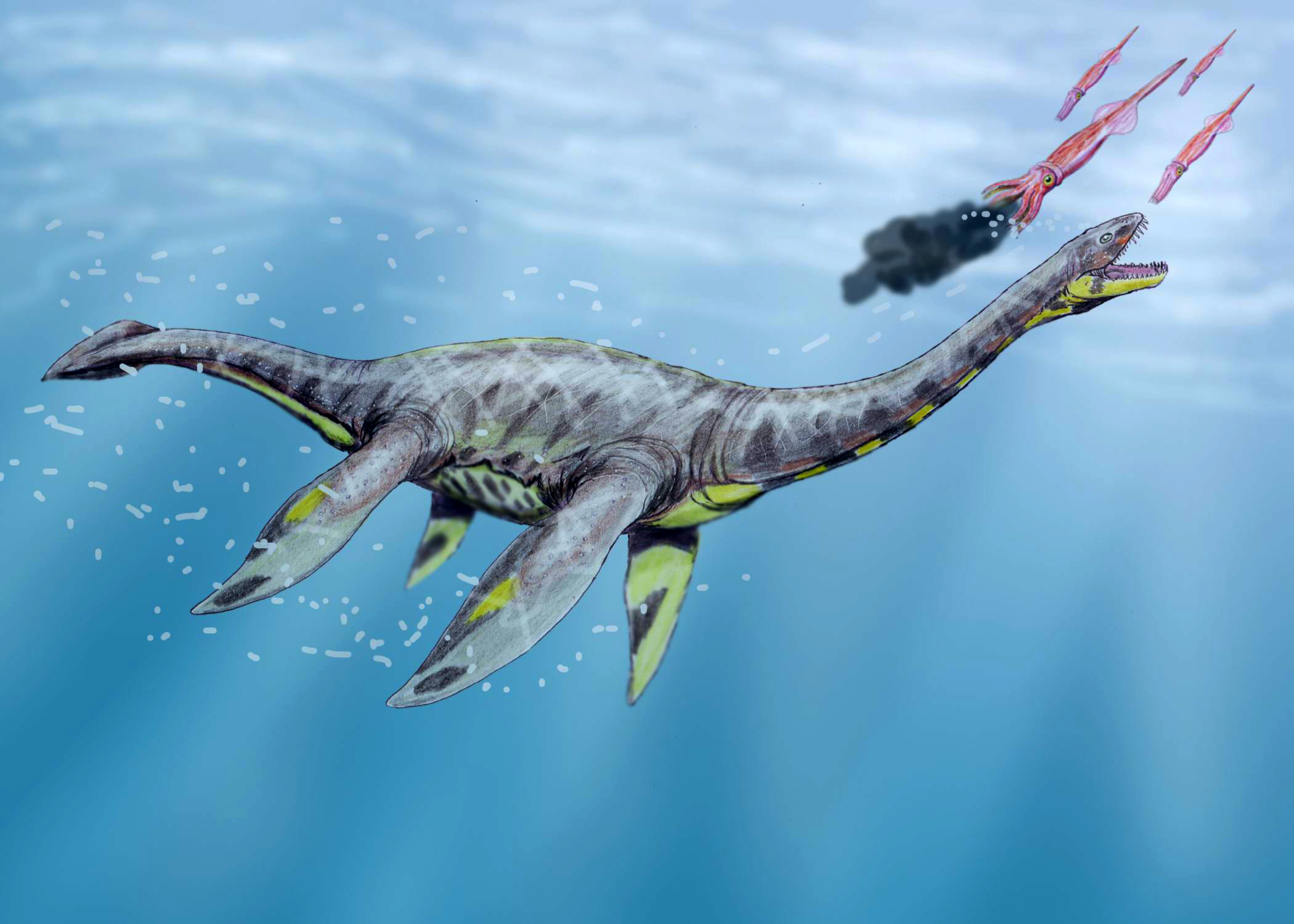
Plesiosaurus guilelmiimperatoris, nu Seeleyosaurus guilelmiimperatoris

## Fylogenie
Als een van de eerste leden van de Plesiosauria, ligt Plesiosaurus dicht bij de basis van de Plesiosauroidea-groep. Af en toe wordt Plesiosaurus geplaatst in een afzonderlijke familie genaamd Plesiosauridae met andere vroege vertegenwoordigers zoals Seeleyosaurus en Hydrorion. Soms worden die in de Microcleididae geplaatst.
Verkort cladogram van de Plesiosauroidea volgens Ketchum & Benson (2010).
|  | Plesiosaurus  |
|  |               |
|  | Seeleyosaurus |
|  |               |

|  | Microcleidus                                                 |
|  |                                                              |
|  | \| \| Hydrorion \| \| \| \| \| \| Occitanosaurus \| \| \| \| |
|  |                                                              |
|  | Hydrorion                                                    |
|  |                                                              |
|  | Occitanosaurus                                               |
|  |                                                              |

|  | Hydrorion      |
|  |                |
|  | Occitanosaurus |
|  |                |

|  | Plesiosaurus  |
|  |               |
|  | Seeleyosaurus |
|  |               |

|  | Microcleidus                                                 |
|  |                                                              |
|  | \| \| Hydrorion \| \| \| \| \| \| Occitanosaurus \| \| \| \| |
|  |                                                              |
|  | Hydrorion                                                    |
|  |                                                              |
|  | Occitanosaurus                                               |
|  |                                                              |

|  | Hydrorion      |
|  |                |
|  | Occitanosaurus |
|  |                |

|  | Cryptoclididae                                                   |
|  |                                                                  |
|  | \| \| Leptocleididae \| \| \| \| \| \| Polycotylidae \| \| \| \| |
|  |                                                                  |
|  | Leptocleididae                                                   |
|  |                                                                  |
|  | Polycotylidae                                                    |
|  |                                                                  |

|  | Leptocleididae |
|  |                |
|  | Polycotylidae  |
|  |                |

|  | Cryptoclididae                                                   |
|  |                                                                  |
|  | \| \| Leptocleididae \| \| \| \| \| \| Polycotylidae \| \| \| \| |
|  |                                                                  |
|  | Leptocleididae                                                   |
|  |                                                                  |
|  | Polycotylidae                                                    |
|  |                                                                  |

|  | Leptocleididae |
|  |                |
|  | Polycotylidae  |
|  |                |

|  | Plesiosaurus  |
|  |               |
|  | Seeleyosaurus |
|  |               |

|  | Microcleidus                                                 |
|  |                                                              |
|  | \| \| Hydrorion \| \| \| \| \| \| Occitanosaurus \| \| \| \| |
|  |                                                              |
|  | Hydrorion                                                    |
|  |                                                              |
|  | Occitanosaurus                                               |
|  |                                                              |

|  | Hydrorion      |
|  |                |
|  | Occitanosaurus |
|  |                |

|  | Plesiosaurus  |
|  |               |
|  | Seeleyosaurus |
|  |               |

|  | Microcleidus                                                 |
|  |                                                              |
|  | \| \| Hydrorion \| \| \| \| \| \| Occitanosaurus \| \| \| \| |
|  |                                                              |
|  | Hydrorion                                                    |
|  |                                                              |
|  | Occitanosaurus                                               |
|  |                                                              |

|  | Hydrorion      |
|  |                |
|  | Occitanosaurus |
|  |                |

|  | Cryptoclididae                                                   |
|  |                                                                  |
|  | \| \| Leptocleididae \| \| \| \| \| \| Polycotylidae \| \| \| \| |
|  |                                                                  |
|  | Leptocleididae                                                   |
|  |                                                                  |
|  | Polycotylidae                                                    |
|  |                                                                  |

|  | Leptocleididae |
|  |                |
|  | Polycotylidae  |
|  |                |

|  | Cryptoclididae                                                   |
|  |                                                                  |
|  | \| \| Leptocleididae \| \| \| \| \| \| Polycotylidae \| \| \| \| |
|  |                                                                  |
|  | Leptocleididae                                                   |
|  |                                                                  |
|  | Polycotylidae                                                    |
|  |                                                                  |

|  | Leptocleididae |
|  |                |
|  | Polycotylidae  |
|  |                |

|  | Plesiosaurus  |
|  |               |
|  | Seeleyosaurus |
|  |               |

|  | Microcleidus                                                 |
|  |                                                              |
|  | \| \| Hydrorion \| \| \| \| \| \| Occitanosaurus \| \| \| \| |
|  |                                                              |
|  | Hydrorion                                                    |
|  |                                                              |
|  | Occitanosaurus                                               |
|  |                                                              |

|  | Hydrorion      |
|  |                |
|  | Occitanosaurus |
|  |                |

|  | Plesiosaurus  |
|  |               |
|  | Seeleyosaurus |
|  |               |

|  | Microcleidus                                                 |
|  |                                                              |
|  | \| \| Hydrorion \| \| \| \| \| \| Occitanosaurus \| \| \| \| |
|  |                                                              |
|  | Hydrorion                                                    |
|  |                                                              |
|  | Occitanosaurus                                               |
|  |                                                              |

|  | Hydrorion      |
|  |                |
|  | Occitanosaurus |
|  |                |

|  | Cryptoclididae                                                   |
|  |                                                                  |
|  | \| \| Leptocleididae \| \| \| \| \| \| Polycotylidae \| \| \| \| |
|  |                                                                  |
|  | Leptocleididae                                                   |
|  |                                                                  |
|  | Polycotylidae                                                    |
|  |                                                                  |

|  | Leptocleididae |
|  |                |
|  | Polycotylidae  |
|  |                |

|  | Cryptoclididae                                                   |
|  |                                                                  |
|  | \| \| Leptocleididae \| \| \| \| \| \| Polycotylidae \| \| \| \| |
|  |                                                                  |
|  | Leptocleididae                                                   |
|  |                                                                  |
|  | Polycotylidae                                                    |
|  |                                                                  |

|  | Leptocleididae |
|  |                |
|  | Polycotylidae  |
|  |                |

|  | Plesiosaurus  |
|  |               |
|  | Seeleyosaurus |
|  |               |

|  | Microcleidus                                                 |
|  |                                                              |
|  | \| \| Hydrorion \| \| \| \| \| \| Occitanosaurus \| \| \| \| |
|  |                                                              |
|  | Hydrorion                                                    |
|  |                                                              |
|  | Occitanosaurus                                               |
|  |                                                              |

|  | Hydrorion      |
|  |                |
|  | Occitanosaurus |
|  |                |

|  | Plesiosaurus  |
|  |               |
|  | Seeleyosaurus |
|  |               |

|  | Microcleidus                                                 |
|  |                                                              |
|  | \| \| Hydrorion \| \| \| \| \| \| Occitanosaurus \| \| \| \| |
|  |                                                              |
|  | Hydrorion                                                    |
|  |                                                              |
|  | Occitanosaurus                                               |
|  |                                                              |

|  | Hydrorion      |
|  |                |
|  | Occitanosaurus |
|  |                |

|  | Cryptoclididae                                                   |
|  |                                                                  |
|  | \| \| Leptocleididae \| \| \| \| \| \| Polycotylidae \| \| \| \| |
|  |                                                                  |
|  | Leptocleididae                                                   |
|  |                                                                  |
|  | Polycotylidae                                                    |
|  |                                                                  |

|  | Leptocleididae |
|  |                |
|  | Polycotylidae  |
|  |                |

|  | Cryptoclididae                                                   |
|  |                                                                  |
|  | \| \| Leptocleididae \| \| \| \| \| \| Polycotylidae \| \| \| \| |
|  |                                                                  |
|  | Leptocleididae                                                   |
|  |                                                                  |
|  | Polycotylidae                                                    |
|  |                                                                  |

|  | Leptocleididae |
|  |                |
|  | Polycotylidae  |
|  |                |

|  | Plesiosaurus  |
|  |               |
|  | Seeleyosaurus |
|  |               |

|  | Microcleidus                                                 |
|  |                                                              |
|  | \| \| Hydrorion \| \| \| \| \| \| Occitanosaurus \| \| \| \| |
|  |                                                              |
|  | Hydrorion                                                    |
|  |                                                              |
|  | Occitanosaurus                                               |
|  |                                                              |

|  | Hydrorion      |
|  |                |
|  | Occitanosaurus |
|  |                |

|  | Plesiosaurus  |
|  |               |
|  | Seeleyosaurus |
|  |               |

|  | Microcleidus                                                 |
|  |                                                              |
|  | \| \| Hydrorion \| \| \| \| \| \| Occitanosaurus \| \| \| \| |
|  |                                                              |
|  | Hydrorion                                                    |
|  |                                                              |
|  | Occitanosaurus                                               |
|  |                                                              |

|  | Hydrorion      |
|  |                |
|  | Occitanosaurus |
|  |                |

|  | Cryptoclididae                                                   |
|  |                                                                  |
|  | \| \| Leptocleididae \| \| \| \| \| \| Polycotylidae \| \| \| \| |
|  |                                                                  |
|  | Leptocleididae                                                   |
|  |                                                                  |
|  | Polycotylidae                                                    |
|  |                                                                  |

|  | Leptocleididae |
|  |                |
|  | Polycotylidae  |
|  |                |

|  | Cryptoclididae                                                   |
|  |                                                                  |
|  | \| \| Leptocleididae \| \| \| \| \| \| Polycotylidae \| \| \| \| |
|  |                                                                  |
|  | Leptocleididae                                                   |
|  |                                                                  |
|  | Polycotylidae                                                    |
|  |                                                                  |

|  | Leptocleididae |
|  |                |
|  | Polycotylidae  |
|  |                |

|  | Plesiosaurus  |
|  |               |
|  | Seeleyosaurus |
|  |               |

|  | Microcleidus                                                 |
|  |                                                              |
|  | \| \| Hydrorion \| \| \| \| \| \| Occitanosaurus \| \| \| \| |
|  |                                                              |
|  | Hydrorion                                                    |
|  |                                                              |
|  | Occitanosaurus                                               |
|  |                                                              |

|  | Hydrorion      |
|  |                |
|  | Occitanosaurus |
|  |                |

|  | Plesiosaurus  |
|  |               |
|  | Seeleyosaurus |
|  |               |

|  | Microcleidus                                                 |
|  |                                                              |
|  | \| \| Hydrorion \| \| \| \| \| \| Occitanosaurus \| \| \| \| |
|  |                                                              |
|  | Hydrorion                                                    |
|  |                                                              |
|  | Occitanosaurus                                               |
|  |                                                              |

|  | Hydrorion      |
|  |                |
|  | Occitanosaurus |
|  |                |

|  | Cryptoclididae                                                   |
|  |                                                                  |
|  | \| \| Leptocleididae \| \| \| \| \| \| Polycotylidae \| \| \| \| |
|  |                                                                  |
|  | Leptocleididae                                                   |
|  |                                                                  |
|  | Polycotylidae                                                    |
|  |                                                                  |

|  | Leptocleididae |
|  |                |
|  | Polycotylidae  |
|  |                |

|  | Cryptoclididae                                                   |
|  |                                                                  |
|  | \| \| Leptocleididae \| \| \| \| \| \| Polycotylidae \| \| \| \| |
|  |                                                                  |
|  | Leptocleididae                                                   |
|  |                                                                  |
|  | Polycotylidae                                                    |
|  |                                                                  |

|  | Leptocleididae |
|  |                |
|  | Polycotylidae  |
|  |                |

|  | Plesiosaurus  |
|  |               |
|  | Seeleyosaurus |
|  |               |

|  | Microcleidus                                                 |
|  |                                                              |
|  | \| \| Hydrorion \| \| \| \| \| \| Occitanosaurus \| \| \| \| |
|  |                                                              |
|  | Hydrorion                                                    |
|  |                                                              |
|  | Occitanosaurus                                               |
|  |                                                              |

|  | Hydrorion      |
|  |                |
|  | Occitanosaurus |
|  |                |

|  | Plesiosaurus  |
|  |               |
|  | Seeleyosaurus |
|  |               |

|  | Microcleidus                                                 |
|  |                                                              |
|  | \| \| Hydrorion \| \| \| \| \| \| Occitanosaurus \| \| \| \| |
|  |                                                              |
|  | Hydrorion                                                    |
|  |                                                              |
|  | Occitanosaurus                                               |
|  |                                                              |

|  | Hydrorion      |
|  |                |
|  | Occitanosaurus |
|  |                |

|  | Cryptoclididae                                                   |
|  |                                                                  |
|  | \| \| Leptocleididae \| \| \| \| \| \| Polycotylidae \| \| \| \| |
|  |                                                                  |
|  | Leptocleididae                                                   |
|  |                                                                  |
|  | Polycotylidae                                                    |
|  |                                                                  |

|  | Leptocleididae |
|  |                |
|  | Polycotylidae  |
|  |                |

|  | Cryptoclididae                                                   |
|  |                                                                  |
|  | \| \| Leptocleididae \| \| \| \| \| \| Polycotylidae \| \| \| \| |
|  |                                                                  |
|  | Leptocleididae                                                   |
|  |                                                                  |
|  | Polycotylidae                                                    |
|  |                                                                  |

|  | Leptocleididae |
|  |                |
|  | Polycotylidae  |
|  |                |

|  | Plesiosaurus  |
|  |               |
|  | Seeleyosaurus |
|  |               |

|  | Microcleidus                                                 |
|  |                                                              |
|  | \| \| Hydrorion \| \| \| \| \| \| Occitanosaurus \| \| \| \| |
|  |                                                              |
|  | Hydrorion                                                    |
|  |                                                              |
|  | Occitanosaurus                                               |
|  |                                                              |

|  | Hydrorion      |
|  |                |
|  | Occitanosaurus |
|  |                |

|  | Plesiosaurus  |
|  |               |
|  | Seeleyosaurus |
|  |               |

|  | Microcleidus                                                 |
|  |                                                              |
|  | \| \| Hydrorion \| \| \| \| \| \| Occitanosaurus \| \| \| \| |
|  |                                                              |
|  | Hydrorion                                                    |
|  |                                                              |
|  | Occitanosaurus                                               |
|  |                                                              |

|  | Hydrorion      |
|  |                |
|  | Occitanosaurus |
|  |                |

|  | Cryptoclididae                                                   |
|  |                                                                  |
|  | \| \| Leptocleididae \| \| \| \| \| \| Polycotylidae \| \| \| \| |
|  |                                                                  |
|  | Leptocleididae                                                   |
|  |                                                                  |
|  | Polycotylidae                                                    |
|  |                                                                  |

|  | Leptocleididae |
|  |                |
|  | Polycotylidae  |
|  |                |

|  | Cryptoclididae                                                   |
|  |                                                                  |
|  | \| \| Leptocleididae \| \| \| \| \| \| Polycotylidae \| \| \| \| |
|  |                                                                  |
|  | Leptocleididae                                                   |
|  |                                                                  |
|  | Polycotylidae                                                    |
|  |                                                                  |

|  | Leptocleididae |
|  |                |
|  | Polycotylidae  |
|  |                |

Verkort cladogram van de Plesiosauroidea volgens Benson & Druckenmiller (2013).
|  | Elasmosauridae                                                   |
|  |                                                                  |
|  | \| \| Leptocleididae \| \| \| \| \| \| Polycotylidae \| \| \| \| |
|  |                                                                  |
|  | Leptocleididae                                                   |
|  |                                                                  |
|  | Polycotylidae                                                    |
|  |                                                                  |

|  | Leptocleididae |
|  |                |
|  | Polycotylidae  |
|  |                |

|  | Elasmosauridae                                                   |
|  |                                                                  |
|  | \| \| Leptocleididae \| \| \| \| \| \| Polycotylidae \| \| \| \| |
|  |                                                                  |
|  | Leptocleididae                                                   |
|  |                                                                  |
|  | Polycotylidae                                                    |
|  |                                                                  |

|  | Leptocleididae |
|  |                |
|  | Polycotylidae  |
|  |                |

|  | Elasmosauridae                                                   |
|  |                                                                  |
|  | \| \| Leptocleididae \| \| \| \| \| \| Polycotylidae \| \| \| \| |
|  |                                                                  |
|  | Leptocleididae                                                   |
|  |                                                                  |
|  | Polycotylidae                                                    |
|  |                                                                  |

|  | Leptocleididae |
|  |                |
|  | Polycotylidae  |
|  |                |

|  | Elasmosauridae                                                   |
|  |                                                                  |
|  | \| \| Leptocleididae \| \| \| \| \| \| Polycotylidae \| \| \| \| |
|  |                                                                  |
|  | Leptocleididae                                                   |
|  |                                                                  |
|  | Polycotylidae                                                    |
|  |                                                                  |

|  | Leptocleididae |
|  |                |
|  | Polycotylidae  |
|  |                |

|  | Elasmosauridae                                                   |
|  |                                                                  |
|  | \| \| Leptocleididae \| \| \| \| \| \| Polycotylidae \| \| \| \| |
|  |                                                                  |
|  | Leptocleididae                                                   |
|  |                                                                  |
|  | Polycotylidae                                                    |
|  |                                                                  |

|  | Leptocleididae |
|  |                |
|  | Polycotylidae  |
|  |                |

|  | Elasmosauridae                                                   |
|  |                                                                  |
|  | \| \| Leptocleididae \| \| \| \| \| \| Polycotylidae \| \| \| \| |
|  |                                                                  |
|  | Leptocleididae                                                   |
|  |                                                                  |
|  | Polycotylidae                                                    |
|  |                                                                  |

|  | Leptocleididae |
|  |                |
|  | Polycotylidae  |
|  |                |

|  | Elasmosauridae                                                   |
|  |                                                                  |
|  | \| \| Leptocleididae \| \| \| \| \| \| Polycotylidae \| \| \| \| |
|  |                                                                  |
|  | Leptocleididae                                                   |
|  |                                                                  |
|  | Polycotylidae                                                    |
|  |                                                                  |

|  | Leptocleididae |
|  |                |
|  | Polycotylidae  |
|  |                |

|  | Elasmosauridae                                                   |
|  |                                                                  |
|  | \| \| Leptocleididae \| \| \| \| \| \| Polycotylidae \| \| \| \| |
|  |                                                                  |
|  | Leptocleididae                                                   |
|  |                                                                  |
|  | Polycotylidae                                                    |
|  |                                                                  |

|  | Leptocleididae |
|  |                |
|  | Polycotylidae  |
|  |                |

|  | Elasmosauridae                                                   |
|  |                                                                  |
|  | \| \| Leptocleididae \| \| \| \| \| \| Polycotylidae \| \| \| \| |
|  |                                                                  |
|  | Leptocleididae                                                   |
|  |                                                                  |
|  | Polycotylidae                                                    |
|  |                                                                  |

|  | Leptocleididae |
|  |                |
|  | Polycotylidae  |
|  |                |

|  | Elasmosauridae                                                   |
|  |                                                                  |
|  | \| \| Leptocleididae \| \| \| \| \| \| Polycotylidae \| \| \| \| |
|  |                                                                  |
|  | Leptocleididae                                                   |
|  |                                                                  |
|  | Polycotylidae                                                    |
|  |                                                                  |

|  | Leptocleididae |
|  |                |
|  | Polycotylidae  |
|  |                |

|  | Elasmosauridae                                                   |
|  |                                                                  |
|  | \| \| Leptocleididae \| \| \| \| \| \| Polycotylidae \| \| \| \| |
|  |                                                                  |
|  | Leptocleididae                                                   |
|  |                                                                  |
|  | Polycotylidae                                                    |
|  |                                                                  |

|  | Leptocleididae |
|  |                |
|  | Polycotylidae  |
|  |                |

|  | Elasmosauridae                                                   |
|  |                                                                  |
|  | \| \| Leptocleididae \| \| \| \| \| \| Polycotylidae \| \| \| \| |
|  |                                                                  |
|  | Leptocleididae                                                   |
|  |                                                                  |
|  | Polycotylidae                                                    |
|  |                                                                  |

|  | Leptocleididae |
|  |                |
|  | Polycotylidae  |
|  |                |

|  | Elasmosauridae                                                   |
|  |                                                                  |
|  | \| \| Leptocleididae \| \| \| \| \| \| Polycotylidae \| \| \| \| |
|  |                                                                  |
|  | Leptocleididae                                                   |
|  |                                                                  |
|  | Polycotylidae                                                    |
|  |                                                                  |

|  | Leptocleididae |
|  |                |
|  | Polycotylidae  |
|  |                |

|  | Elasmosauridae                                                   |
|  |                                                                  |
|  | \| \| Leptocleididae \| \| \| \| \| \| Polycotylidae \| \| \| \| |
|  |                                                                  |
|  | Leptocleididae                                                   |
|  |                                                                  |
|  | Polycotylidae                                                    |
|  |                                                                  |

|  | Leptocleididae |
|  |                |
|  | Polycotylidae  |
|  |                |

|  | Elasmosauridae                                                   |
|  |                                                                  |
|  | \| \| Leptocleididae \| \| \| \| \| \| Polycotylidae \| \| \| \| |
|  |                                                                  |
|  | Leptocleididae                                                   |
|  |                                                                  |
|  | Polycotylidae                                                    |
|  |                                                                  |

|  | Leptocleididae |
|  |                |
|  | Polycotylidae  |
|  |                |

|  | Elasmosauridae                                                   |
|  |                                                                  |
|  | \| \| Leptocleididae \| \| \| \| \| \| Polycotylidae \| \| \| \| |
|  |                                                                  |
|  | Leptocleididae                                                   |
|  |                                                                  |
|  | Polycotylidae                                                    |
|  |                                                                  |

|  | Leptocleididae |
|  |                |
|  | Polycotylidae  |
|  |                |